# دیدیه فیلیپ
دیدیه فیلیپ (انگلیسی: Didier Philippe؛ زادهٔ ۲۸ سپتامبر ۱۹۶۱) بازیکن فوتبال اهل فرانسه است.
از باشگاه‌هایی که در آن بازی کرده‌است می‌توان به باشگاه فوتبال نانسی، باشگاه فوتبال سدان، و باشگاه فوتبال زاربروکن اشاره کرد.
وی همچنین در تیم ملی فوتبال زیر ۲۱ سال فرانسه بازی کرده‌است.